# Ptilodexia fumipennis
Ptilodexia fumipennis är en tvåvingeart som först beskrevs av Jacques-Marie-Frangile Bigot 1889.  Ptilodexia fumipennis ingår i släktet Ptilodexia och familjen parasitflugor. Inga underarter finns listade i Catalogue of Life.